# Carl Schrader (Astronom)

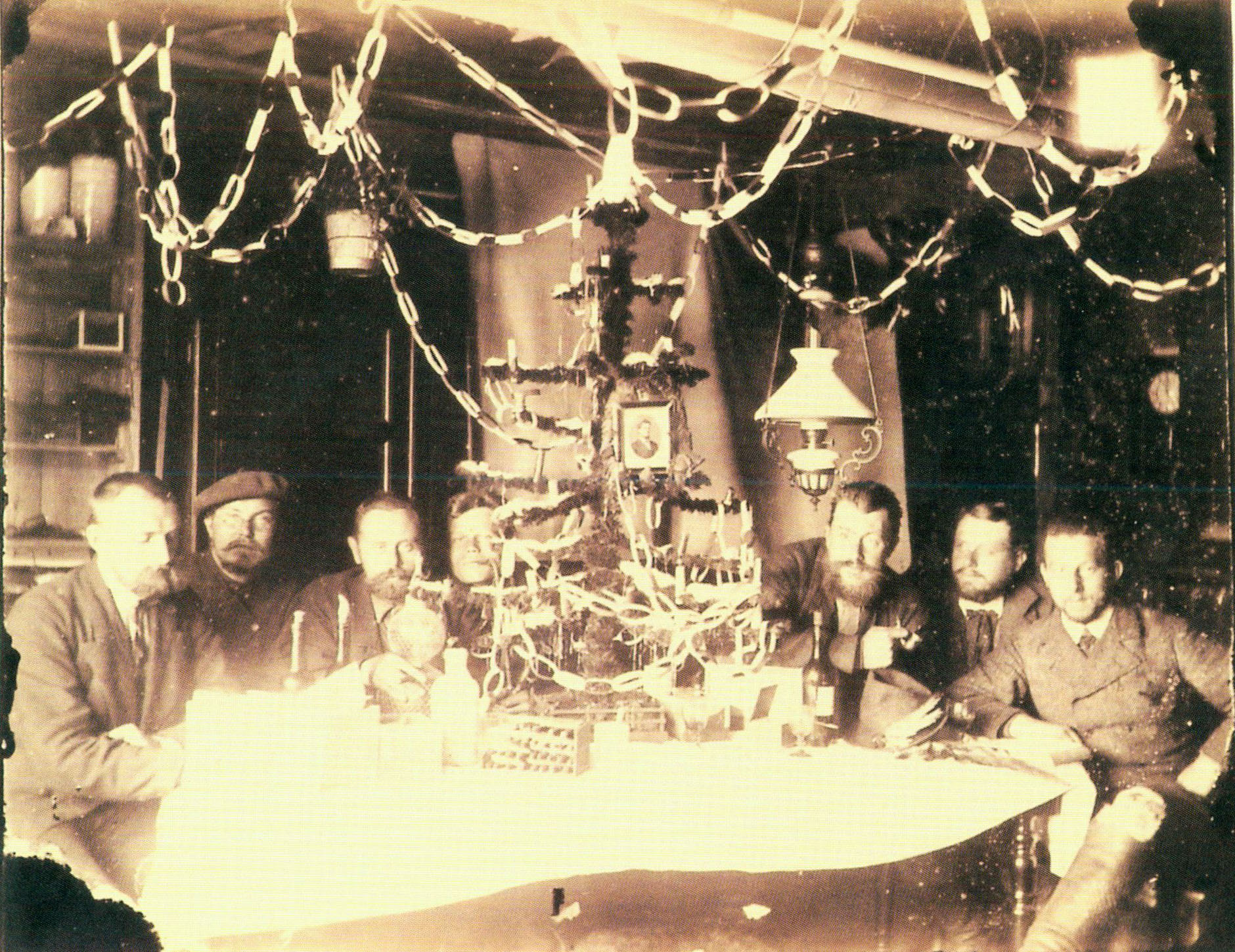
Weihnachten 1882 in der Station der Deutschen Polar-Kommission in Süd-Georgien, Schrader, Vogel, von den Steinen, Mechaniker Zschau, Ingenieur Mosthaff, Will, Clauss (v. li. n. re.)

Carl Wilhelm Otto Schrader (* 30. Januar 1852 in Braunschweig; † 21. Juni 1930 in Berlin) war ein deutscher Astronom und Bryologe.

## Leben
Im Herbst 1871 begann Schrader an der Georg-August-Universität Göttingen sein Studium der Mathematik, Physik und Astronomie und wurde zeitnah auch Mitglied des Studenten-Gesangvereins der Georgia Augusta. Von 1876 bis 1878 war er als Beobachter am Observatorium des ungarischen Astronomen Miklós Konkoly-Thege in Ógyalla und von 1878 bis 1889 als Meteorologe am Observatorium in Hamburg tätig. Carl Schrader leitete die Südpolarexpedition der Deutschen Polarkommission 1882/1883, die im Zuge des ersten Internationalen Polarjahres auf Südgeorgien an der Royal Bay durchgeführt wurde, um den Venustransit zu beobachten.
Die deutsche Expedition verließ Hamburg am 3. Juni 1882 und reiste mit einem Passagierschiff nach Montevideo, wo sie am 4. Juli eintraf. Teilnehmer waren Carl Schrader als Leiter der Expedition, der Geograph und Astronom Peter Vogel (1856–1915) als sein Stellvertreter, der Physiker Otto Clauss (1858–1929), Karl von den Steinen als Arzt und Zoologe, Hermann Will als Botaniker sowie der Maler und Ingenieur Eugen Mosthaff und der Mechaniker Adolf Zschau. Mit der Korvette Moltke unter Kapitän Johannes Heinrich Pirner erreichte die Expedition am 20. August 1882 Südgeorgien. Nach dem Aufbau der Station Moltke-Hafen an der Nordostküste der Insel verließ Kapitän Pirner mit der S.M.S Moltke Südgeorgien. Während des folgenden Jahres wurden klima- und geophysikalische Daten durch gleichzeitige meteorologische, magnetische und Bodenmessungen ermittelt und die Nordküste erforscht. Am 6. Dezember 1882 erfolgte die Beobachtung des Venustransits vor der Sonne. Die Expeditionsteilnehmer verließen die Insel am 6. September 1883 mit der Korvette Marie unter Kapitän Krokisius und kehrten nach Montevideo zurück.
1886/1887 führte Carl Schrader eine Expedition der deutschen Neuguinea-Kompagnie nach Neuguinea, an der Max Hollrung als Botaniker und Karl Schneider als Geologe teilnahmen. Nach der Erforschung der Umgebung von Finschhafen, wo Schrader eine meteorologische Station gründete, begleitete er den Landeshauptmann der deutschen Neuguinea-Kompanie, Georg von Schleinitz, auf einer Fahrt mit dem Dampfer Ottilie (Kapitän Rasch) den Sepik hinauf bis 141° 50' östlicher Länge und 4° 16' südlicher Breite. Am 19. April 1886 kehrte die Schradersche Expedition nach Finschhafen zurück, ohne ihre Aufgabe, das Innere bis zur englischen Grenze zu erforschen, ganz erfüllt zu haben.
Schrader arbeitete 1887 vier Monate lang am Kaiserin-Augusta-Fluss, besonders in den Dörfern Tsenap auf 4° 17' südlicher Breite und 142° 16' östlicher Länge und Malu auf 4° 12' südlicher Breite und 142° 54' östlicher Länge. 1887 erforschte er die Purdy-Inseln. Carl Schrader sammelte auf seiner Reise die Moose, über die Adalbert Geheeb 1889 seine Schrift: Neue Beiträge zur Moosflora von Neu-Guinea publizierte. Von 1889 war er Reichsinspektor für Seeschiffer- und Seesteuermannsprüfungen in
Berlin. 1914 bereiste Schrader die Krim. 1923 trat er in den Ruhestand ein, seine Stelle als Reichsinspektor wurde von Otto Fulst übernommen.
Nach ihm ist der Schrader-Gletscher auf Südgeorgien benannt.

## Schriften
- Astronomisch-geographische Ortsbestimmungen und magnetische Beobachtungen in Kaiser Wilhelmsland und dem Bismarck Archipel. In: Zeitschrift der Gesellschaft für Erdkunde zu Berlin. 23, 1889, S. 165–184.